# Mario Pérez
Mario Placencia Pérez (né le 19 février 1927 et mort en 1985) fut un footballeur international mexicain, dont le poste était attaquant.

## Biographie

### Club
Il a évolué dans le club mexicain du Club Deportivo Marte.

### International
Il participa à la coupe du monde 1950 au Brésil avec la sélection mexicaine.